# ملطية
مَلَطْيَة (بالتركية: ملاطیه؛ بالكردية: مەلەتی) مدينة كبيرة في منطقة شرق الأناضول في تركيا وعاصمة ولاية ملطية. كانت المدينة مستوطنة بشرية منذ آلاف السنين. تقع قرب نهر الفرات في تركيا ويبلغ تعداد سكانها حوالي 381,081 نسمة وهم خليط من الكرد والترك. وإليها يُنسب أبو الحسين الملطي.
كانت معروفة لدى الأكديين وأصبحت مركزا هاما للمسيحية منذ القرن السادس وخاصة بعد تحول مركز الكنيسة السريانية الأرثوذكسية في القرن العاشر. كانت زمن الخلافة العباسية من مدن الثغور على حدود الإمبراطورية البيزنطية. دمرها السلاجقة سنة 1058 فقل شأنها حتى عمرها العثمانيون سنة 1838.
ذكر السيوطي في كتابه تاريخ الخلفاء ان المسلمين سيطروا عليها سنة 117 هجرية في عهد هشام بن عبد الملك.
يقول سترابو أن المدينة كانت معروفة «عند القدماء» [بحاجة لمصدر] باسم ملطية (اليونانية القديمة Μελιτηνή)، وهو الاسم الذي تبناه الرومان بعد التوسع الروماني في الشرق. وفقًا لسترابو، فإن سكان ملطية يتشاركون مع الكبادوكيين والكاتونيين القريبين نفس اللغة والثقافة. يقع موقع ملطية القديم على بعد بضعة كيلومترات من المدينة الحديثة في ما يعرف الآن بقرية أرسلانتيب وبالقرب من مركز حي باتالغازي (البيزنطية إلى الإمبراطورية العثمانية). كانت باتالغازي الحالية هي موقع مدينة ملطية حتى القرن التاسع عشر، عندما بدأ الانتقال التدريجي للمدينة إلى الموقع الثالث الحالي. كان الاسم الرسمي لباتالغازي هو (ملطية القديمة)؛ حتى وقت قريب، كان اسمًا يستخدم محليًا. تشتهر المدينة في تركيا بالمشمش، حيث يتم توفير ما يصل إلى 80٪ من إنتاج المشمش التركي من قبل ملطية، مما أعطاها اسم («عالم المشمش»).

## التاريخ

### أرسلانتيب
كانت أرسلانتيب مأهولة بالسكان منذ تطوير الزراعة في الهلال الخصيب، منذ ما يقرب من 6000 عام. من العصر البرنزي، أصبح موقع أرسلانتيب مركزًا إداريًا لمنطقة أكبر في مملكة إيسوا. كانت المدينة شديدة التحصين، ربما بسبب التهديد الحيثي من الغرب. احتل الحيثيون المدينة في القرن الرابع عشر قبل الميلاد.
بعد نهاية الإمبراطورية الحيثية، أصبحت المدينة مركز لولاية كامانو الحيثية الجديدة. استمرت المدينة في التقاليد والأساليب الحيثية القديمة. اكتشف الباحثون قصرًا داخل أسوار المدينة به تماثيل ونقوش تُعد أمثلة على الأعمال الفنية في ذلك العصر. أقام الشعب قصرًا مصحوبًا بمنحوتات حجرية ضخمة للأسود والحاكم. كانت كامانو ولاية تابعة لأورارتو بين عامي 804 و 743.
وفقًا لإيجور دياكونوف وجون جريبين، من المحتمل أن يكون هناك وجود أرمني في ميلي بحلول عام 1200 قبل الميلاد.
أجبر الملك الآشوري تغلث فلاسر الأول (1115-1077 قبل الميلاد) مملكة الماليدية على دفع جزية لآشور. استمرت ملطية في الازدهار حتى قام الملك الآشوري سرجون الثاني (722-705) بنهب المدينة عام 712 قبل الميلاد. في الوقت نفسه، غزا السيميريون والسكيثيون الأناضول وانخفضت المدينة. استمر بعض الاحتلال في الموقع حتى العصرين الهلنستي والروماني - تم التنقيب عن حداد بأربعة أفران من العصر الروماني. كانت هناك فجوة طويلة في الاحتلال بين منتصف القرن السابع والاستخدام المتجدد للموقع في أواخر القرن الثاني عشر أو أوائل القرن الثالث عشر.
بدأ علماء الآثار في التنقيب في موقع اسلنتيب لأول مرة في ثلاثينيات القرن الماضي، بقيادة عالم الآثار الفرنسي لويس ديلابورت. منذ عام 1961، يعمل في الموقع فريق إيطالي من علماء الآثار، بقيادة مارسيلا فرانجيباني اليوم.
من القرن السادس قبل الميلاد، حكمت أسرة الأرمن الأرمينية ملطية، الذين كانوا رعايا للإمبراطورية الأخمينية. بعد الفترتين الأخمينية والمقدونية، كانت ملطية جزءًا من مملكة أرمينيا الصغرى.

### ملطية خلال الإمبراطورية الرومانية
أصبحت مملكة كابادوكيا، التي حكمها آل أريوبارزانيس (95-36 قبل الميلاد)، عميلًا رومانيًا عام 63 قبل الميلاد. بعد ضم مملكة كابادوكيا من قبل الإمبراطورية الرومانية في 17 ميلاديا، أعيد تأسيس المستوطنة باسم ملطية في 72 بعد الميلاد على موقع مختلف، كمعسكر لليجوفيومنيت الثاني عشر (الذي استمر في التمركز هناك حتى على الأقل أوائل القرن الخامس وفقًا لـنوتيتيا دجمنتاتم). تسيطر القاعدة الفيلقية لملطية على الوصول إلى جنوب أرمينيا ودجلة الأعلى. كانت نقطة النهاية للطريق السريع المهم الذي يمتد شرقًا من قيصرية (قيصري الحديثة). اجتذب المخيم عددًا من السكان المدنيين ومن المحتمل أن يكون قد مُنح وضع المدينة من قبل تراجان في أوائل القرن الثاني الميلادي، برتبة البلدية. تشتهر بكونها مصدرًا غزيرًا للعملات الإمبراطورية التي تم سكها من القرن الثالث إلى أوائل القرن الخامس.
كتب بروكوبيوس بإعجاب عن المعابد والأغوراس ومسارح ملطية، ولكن لا يوجد دليل على وجودها الآن. كانت مركزًا رئيسيًا في مقاطعة أرمينيا الصغرى (الأرمينية: Փոքր Հայք بوكر هايك،) أنشأها دقلديانوس من منطقة منفصلة عن مقاطعة كابادوكيا. في عام 392 م، قسّم الإمبراطور ثيودوسيوس الأول أرمينيا الصغرى إلى مقاطعتين جديدتين: أرمينيا الأولى وعاصمتها سبسطية (سيواس الحديثة)؛ وأرمينيا الثانية، وعاصمتها ملطية.

### العصور الوسطى والحكم العثماني
في عهد الإمبراطور جستنيان الأول (527-565)، تم تنفيذ إصلاحات إدارية في هذه المنطقة: تمت إعادة تسمية مقاطعة أرمينيا الثانية باسم أرمينيا الثالثة (أرمينيا تيرتيا)، مع عدم تغيير أراضيها وعاصمتها ملطية. شيدت أسوار مدينة ملطية في القرن السادس على يد الأباطرة أناستاسيوس وجستنيان. ويعود تاريخ معظم تلك التي لا تزال قائمة إلى الفترة العربية، ربما من القرن الثامن، على الرغم من احتفاظها بالتخطيط وبعض المخلفات من مراحل البناء السابقة. تم الاستيلاء على المدينة من قبل الخلافة الراشدة في 638. ثم أصبحت قاعدة لغاراتهم في عمق الإمبراطورية البيزنطية وهي سياسة استمرت من قبل العباسيين. في القرن التاسع، تحت حكم أميرها شبه المستقل عمر الأقطع، صعدت ملطية لتصبح معارضًا رئيسيًا للإمبراطورية البيزنطية حتى هُزم عمر وقتل في معركة لالاكاون عام 863. هاجم البيزنطيون المدينة عدة مرات، لكن لم يأخذها أخيرًا حتى حملات جون كوركواس في 927-934. بعد القبول والتخلي عن وضع التبعية على التوالي، تم الاستيلاء على المدينة أخيرًا في مايو 934، وطرد سكانها المسلمون أو أجبروا على التحول، واستبدلت بالمستوطنين اليونانيين والأرمن.
تأسست ملطية في غرب سوريا منذ القرن السادس وكانت محاطة أيضًا بأسقفية أخرى تنتمي إلى البلدات المجاورة. في القرن العاشر، أقنع الإمبراطور نيكيفوروس الثاني فوكاس بطريرك أنطاكية اليعقوبي بنقل رئيس البطريركية إلى منطقة ملطية. هاجم السلاجقة المدينة ودمروها عام 1058.

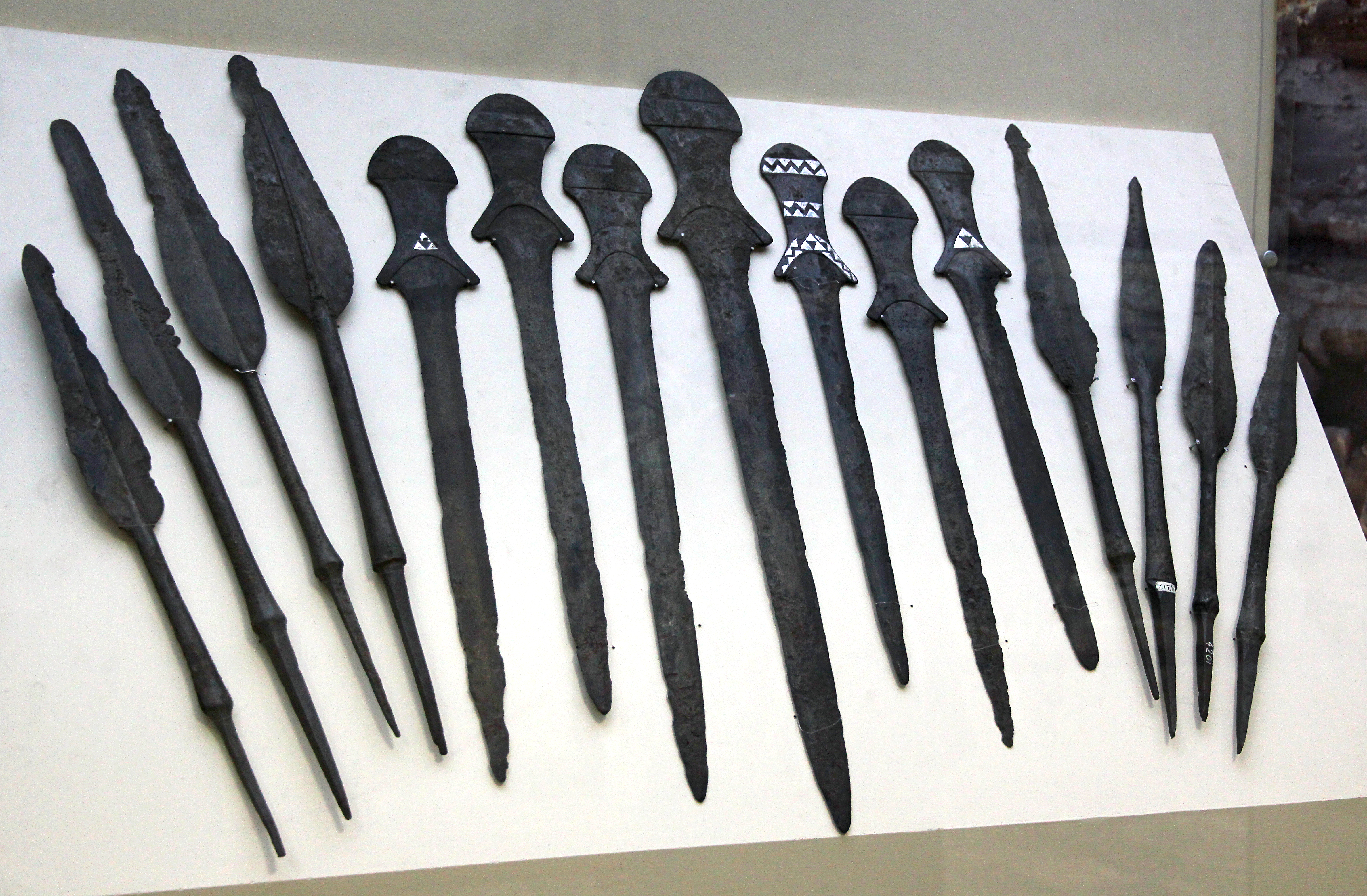
سيوف من العصر البرنزي المبكر من أرسلانتيب والمعروفة أيضًا باسم ميليد، قُدمت في متحف ملطية.

في الفترة التي أعقبت التقدم التركي على الإمبراطورية البيزنطية بعد الهزيمة في معركة ملاذكرد، حكم المدينة جبرائيل الميليتين، وهو أرمني أرثوذكسي يوناني كان قد صعد من صفوف الجيش البيزنطي. من 1086 إلى 1100، حافظ على استقلاله بمساعدة بيليك من الدنماركيين. بعد 1100، استثمر بكثافة في قادة الحملة الصليبية الأولى، وخاصة بوهيموند الأول من أنطاكية وبالدوين بولوني.
استولى دانشمندزعلى ملطية بعد عام واحد في عام 1101. مع استيلاء سلطنة السلجوق الأناضولية في قونية على منطقة بيليك الدنماركية في أواخر القرن الثاني عشر، أصبحت ملطية جزءًا من عالمهم. تحت الحكم الدنماركي والسلجوق، أصبحت ملطية مركزًا للمعرفة حيث أقام العديد من العلماء الفارسيين والعرب في المدينة. كما قامت السلطنة السلجوقية بتطوير واسع النطاق للمدينة. بعد أن حكمها الإلخانيون لنحو 50 عامًا في نهاية القرن الثالث عشر، دعا السكان المسلمون في المدينة سلطنة المماليك إلى ملطية في عام 1315. في 28 أبريل 1315، دخل جيش المماليك المدينة؛ تبع ذلك نهب الجيش للمدينة. اكتسبت سلالة إريتنا السيادة على المدينة لبعض الوقت، ولكن اعتبارًا من عام 1338 فصاعدًا، أمّن المماليك سيطرتهم عليها. ومع ذلك، في الجزء الأخير من القرن الرابع عشر، كانت السيطرة على المدينة متذبذبة بين المماليك والدولقاديين. تم الاستيلاء على المدينة من قبل الجيش العثماني بقيادة يافوز سلطان سليم في 28 يوليو 1516 وظلت تحت الحكم العثماني حتى إنشاء جمهورية تركيا. في ظل العثمانيين، فقدت المدينة صفة كونها على الحدود، فضلاً عن الجاذبية التي كانت تتمتع بها في العصور الوسطى. وقد ابتليت بين القرنين السادس عشر والثامن عشر بحركات تمرد متتالية.

### الفترات الحديثة

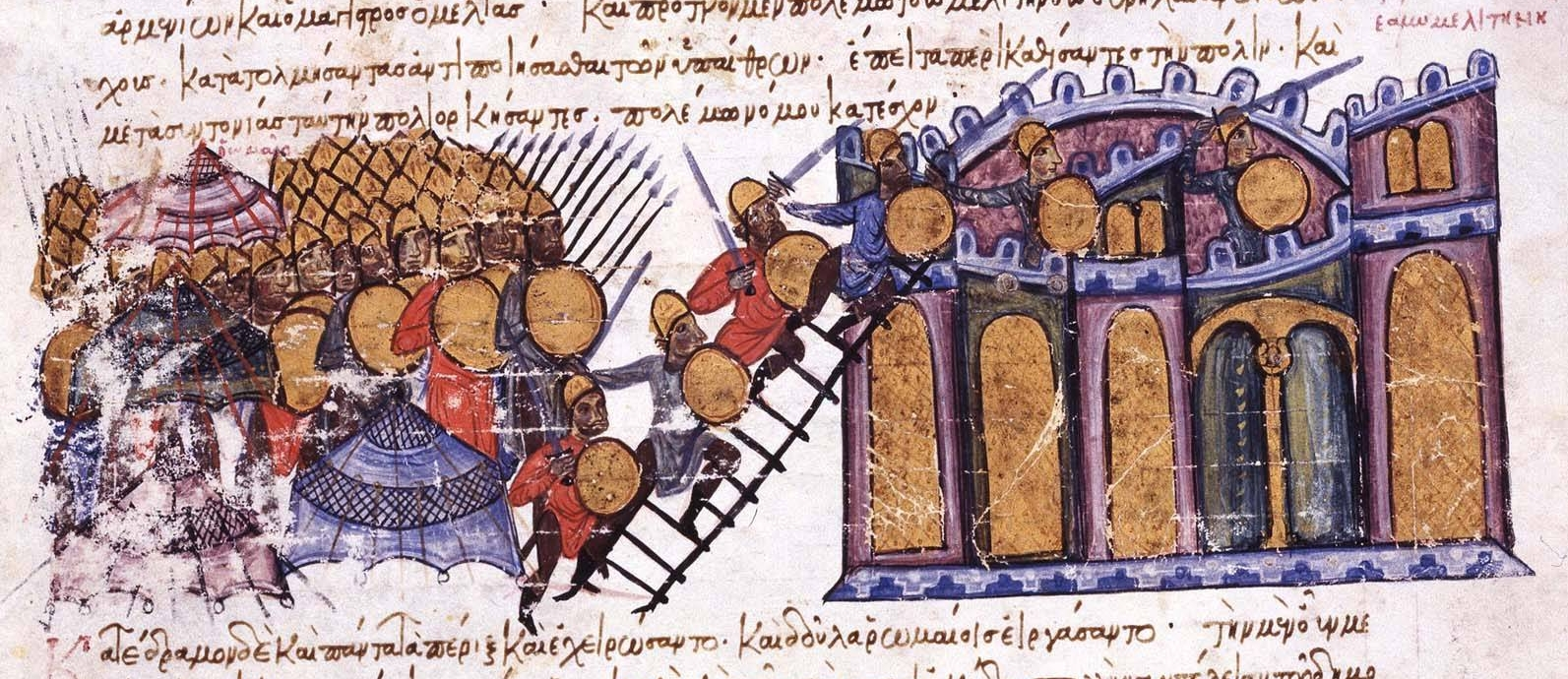
استيلاء البيزنطيين على الملطية عام 934.

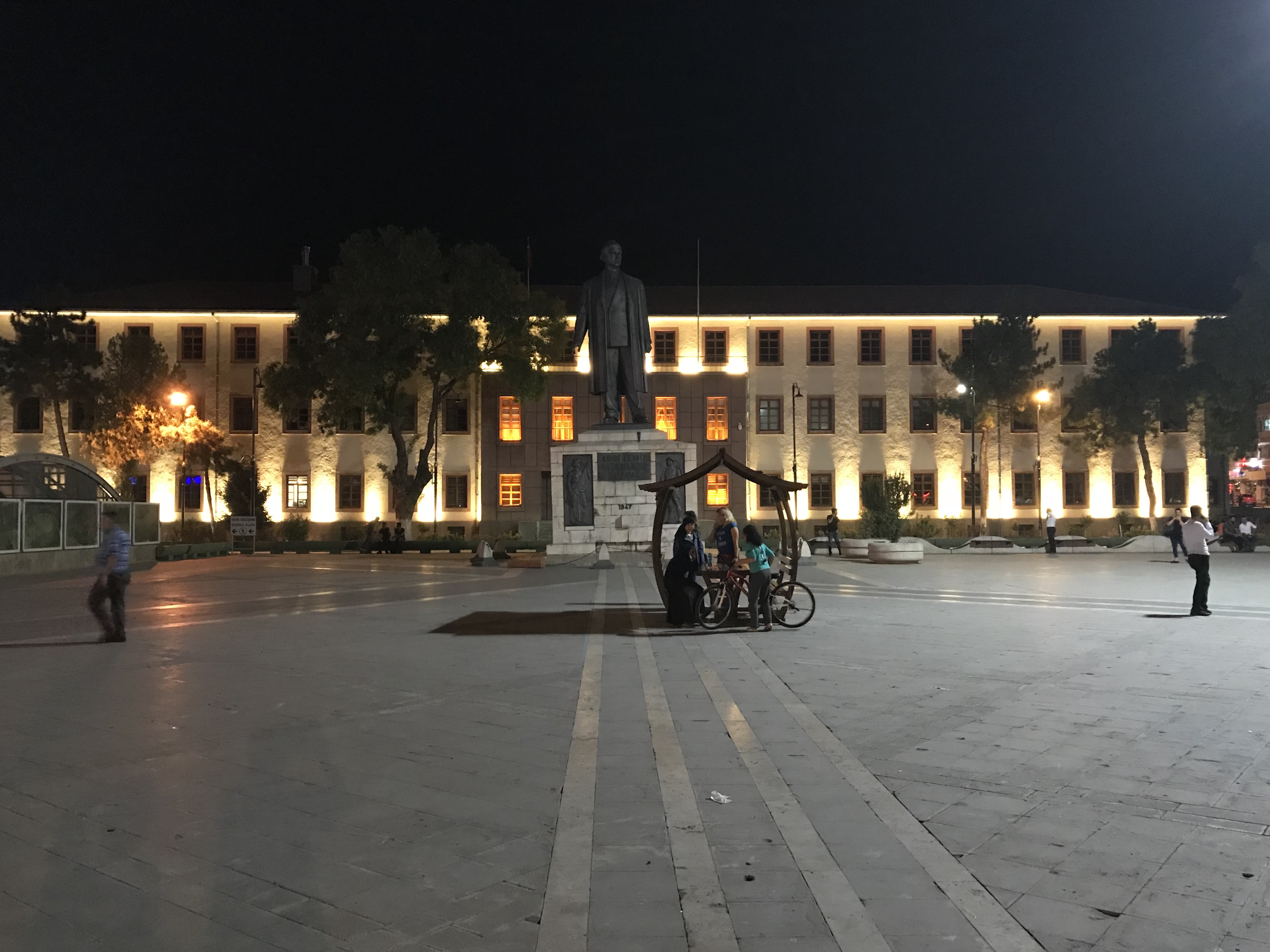
مجلس مدينة ملطية

تأسست مدينة ملطية الحالية في عام 1838، مع تحديد موقع ملطية القديم الآن باسم ملطية القديمة. شهدت المدينة توسعًا سريعًا في القرن التاسع عشر، وبحلول نهاية القرن كان بها حوالي 5000 أسرة و 50 مسجدًا وست مدارس وتسعة نزل وخمسة حمامات تركية. كما سجلت المصادر العثمانية وجود عشر كنائس. في عامي 1889 و1890، أصيبت ملطية بحريقين كبيرين دمروا آلاف المتاجر. ثم تعرضت المدينة لزلزال ملاطية عام 1893، والذي أسفر عن مقتل 1300 وتدمير 1200 منزل وأربعة مساجد. تسبب تفشي الكوليرا في عام 1893 في مقتل 896 شخصًا. أعيد بناء المباني المدمرة في عام 1894. كانت ملطية مسرحًا للعنف ضد الأرمن خلال أواخر القرن التاسع عشر وأوائل القرن العشرين. خلال مذابح الحميدية 1895-1896، تم ذبح 7500 مدني أرمني وتدمير القرى الأرمنية في ريف ملطية.

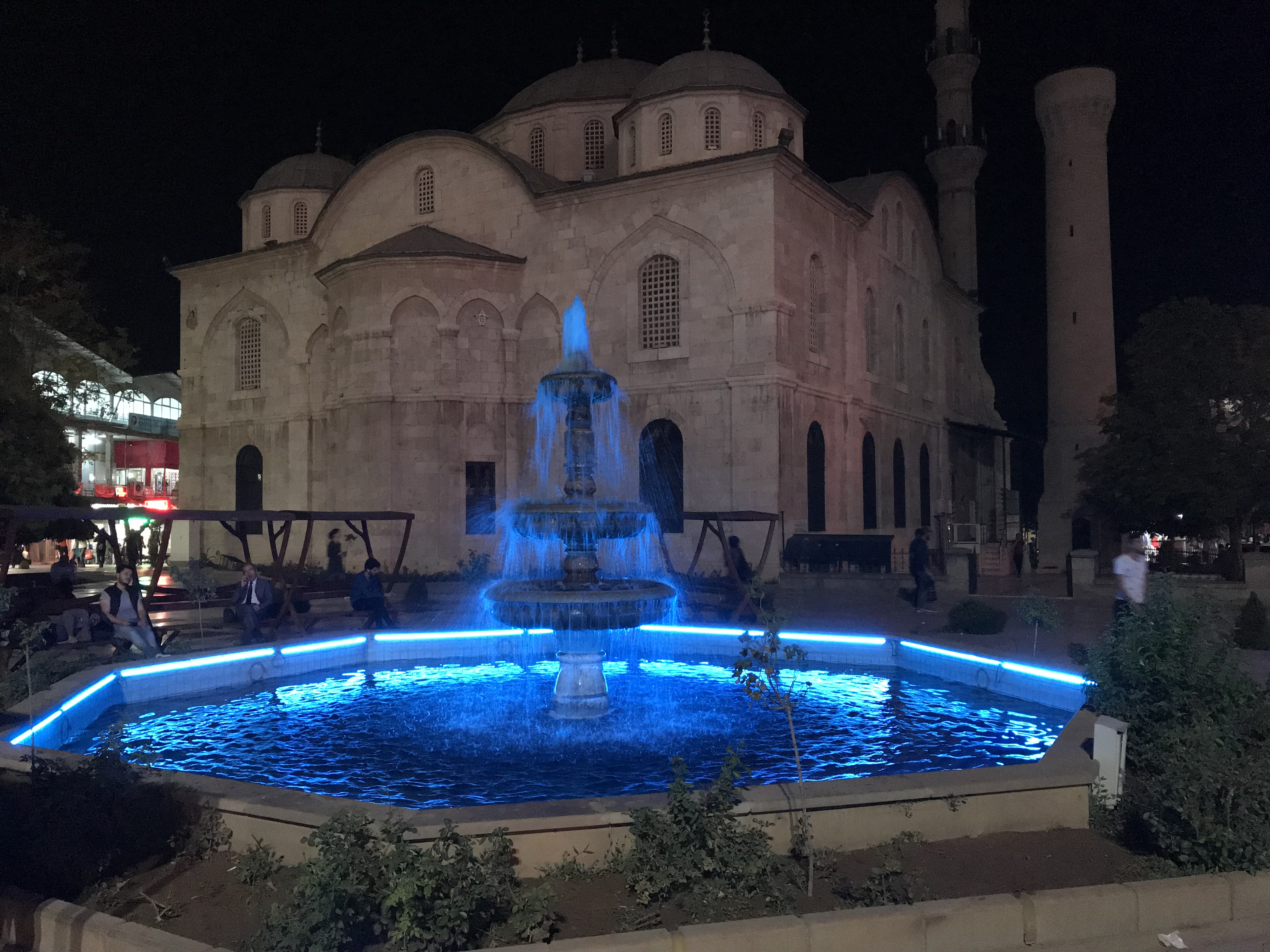
يني كامي مثال على العمارة العثمانية.

في أعقاب ذلك، خلص فريق من الصليب الأحمر أرسل إلى ملطية بقيادة جوليان ب. هوبيل إلى أنه تم نهب 1500 منزل أرمني وإحراق 375 أرضًا. وفقًا للموسوعة الكاثوليكية لعام 1913، كان يسكن مدينة ملطية 30000 شخص مع أغلبية عرقية تركية واضحة، ويبلغ عدد السكان الأرمن 3000، منهم 800 من الكاثوليك. من بين الكنائس الخمس في المدينة، كانت ثلاث كنائس تابعة للأرمن. في ربيع عام 1915، اعتقلت السلطات العثمانية الغالبية العظمى من أرمن المدينة وترحيلهم في مسيرات الموت كجزء من الإبادة الجماعية للأرمن. وطبقاً لتقارير حاكم منطقة ملطية، فمن بين 6935 أرمنيًا مسجلين في ملطية، بقي 197 في البلدة كحرفيين. في أوائل الحقبة الجمهورية، أصبحت ملطية مركز مقاطعة ملطية وتمتعت بنمو كبير من حيث عدد السكان وكذلك المنطقة المغطاة. تم تسريع هذا التطور من خلال إنشاء خط سكة حديد أضنة - فيفزيباشا - ملطية في عام 1931، وبعد ذلك ببضع سنوات في عام 1937، من خلال بناء خط سكة حديد سيفاس-ملطية.

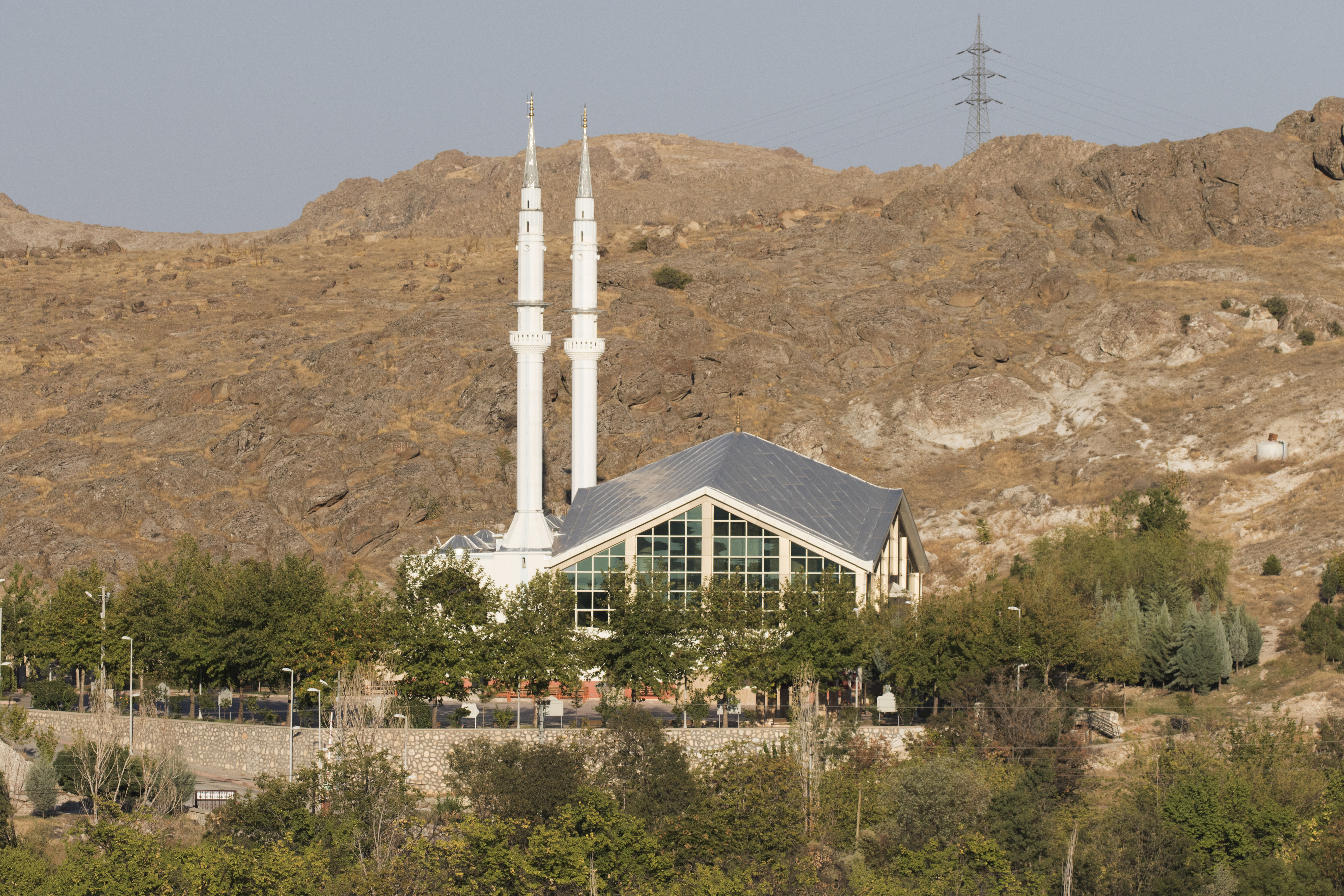
مسجد في ملطية الحديثة.

حتى وقت قريب، كانت المدينة موطنًا لإدارات جمعية الطيران التركية، والموقد التركي، والهلال الأحمر التركي. في عام 2014، أصبحت ملطية بلدية حضرية في تركيا، إلى جانب 12 مدينة أخرى، بموجب قانون حكومي تركي صدر في عام 2012. بعد الانتخابات المحلية التركية 2014، تولت البلدية الجديدة مقاليد الحكم رسميًا. تعتبر المدينة اليوم بشكل عام مركزًا تجاريًا وصناعيًا بارزًا، فضلاً عن كونها مركزًا ثقافيًا بفضل جامعة إينونو التي تأسست في 28 يناير 1975.

## المناخ
يظهر الجدول التالي التغييرات المناخية على مدار السنة لملطية:
| البيانات المناخية لـملطية                            | البيانات المناخية لـملطية | البيانات المناخية لـملطية | البيانات المناخية لـملطية | البيانات المناخية لـملطية | البيانات المناخية لـملطية | البيانات المناخية لـملطية | البيانات المناخية لـملطية | البيانات المناخية لـملطية | البيانات المناخية لـملطية | البيانات المناخية لـملطية | البيانات المناخية لـملطية | البيانات المناخية لـملطية | البيانات المناخية لـملطية |
| الشهر                                                | يناير                     | فبراير                    | مارس                      | أبريل                     | مايو                      | يونيو                     | يوليو                     | أغسطس                     | سبتمبر                    | أكتوبر                    | نوفمبر                    | ديسمبر                    | المعدل السنوي             |
| ---------------------------------------------------- | ------------------------- | ------------------------- | ------------------------- | ------------------------- | ------------------------- | ------------------------- | ------------------------- | ------------------------- | ------------------------- | ------------------------- | ------------------------- | ------------------------- | ------------------------- |
| الدرجة القصوى °م (°ف)                                | 14.2 (57.6)               | 18.6 (65.5)               | 27.2 (81.0)               | 33.7 (92.7)               | 36.0 (96.8)               | 40.0 (104.0)              | 42.2 (108.0)              | 41.5 (106.7)              | 38.8 (101.8)              | 33.1 (91.6)               | 25.0 (77.0)               | 18. (64)                  | 42.2 (108.0)              |
| متوسط درجة الحرارة الكبرى °م (°ف)                    | 3.5 (38.3)                | 5.6 (42.1)                | 11.8 (53.2)               | 18.4 (65.1)               | 23.9 (75.0)               | 29.6 (85.3)               | 34.1 (93.4)               | 33.7 (92.7)               | 29.1 (84.4)               | 21.4 (70.5)               | 12.4 (54.3)               | 5.7 (42.3)                | 19.1 (66.4)               |
| المتوسط اليومي °م (°ف)                               | 0.1 (32.2)                | 1.5 (34.7)                | 6.9 (44.4)                | 13.0 (55.4)               | 18.1 (64.6)               | 23.3 (73.9)               | 27.4 (81.3)               | 26.9 (80.4)               | 22.3 (72.1)               | 15.4 (59.7)               | 7.7 (45.9)                | 2.4 (36.3)                | 13.8 (56.7)               |
| متوسط درجة الحرارة الصغرى °م (°ف)                    | −2.9 (26.8)               | −2.0 (28.4)               | 2.4 (36.3)                | 7.6 (45.7)                | 11.9 (53.4)               | 16.3 (61.3)               | 20.1 (68.2)               | 19.9 (67.8)               | 15.6 (60.1)               | 10.0 (50.0)               | 3.8 (38.8)                | −0.4 (31.3)               | 8.5 (47.3)                |
| أدنى درجة حرارة °م (°ف)                              | −18.3 (−0.9)              | −18.2 (−0.8)              | −13.9 (7.0)               | −6.6 (20.1)               | 0.1 (32.2)                | 4.9 (40.8)                | 10.0 (50.0)               | 11.2 (52.2)               | 5.7 (42.3)                | −1.2 (29.8)               | −12.0 (10.4)              | −19.0 (−2.2)              | −19.0 (−2.2)              |
| الهطول مم (إنش)                                      | 41.0 (1.61)               | 37.3 (1.47)               | 51.4 (2.02)               | 57.8 (2.28)               | 47.2 (1.86)               | 18.1 (0.71)               | 2.0 (0.08)                | 1.6 (0.06)                | 6.6 (0.26)                | 37.7 (1.48)               | 44.5 (1.75)               | 41.1 (1.62)               | 386.3 (15.2)              |
| متوسط أيام هطول الأمطار                              | 11.1                      | 11.5                      | 11.6                      | 11.8                      | 10.7                      | 5.2                       | 0.9                       | 0.8                       | 2.2                       | 7.1                       | 9.2                       | 11.2                      | 93.3                      |
| ساعات سطوع الشمس الشهرية                             | 108.5                     | 117.6                     | 176.7                     | 216.0                     | 294.5                     | 348.0                     | 387.5                     | 365.8                     | 297.0                     | 229.4                     | 156.0                     | 102.3                     | 2٬799٫3                   |
| المصدر #1: Devlet Meteoroloji İşleri Genel Müdürlüğü |                           |                           |                           |                           |                           |                           |                           |                           |                           |                           |                           |                           |                           |
| المصدر #2: Hong Kong Observatory                     |                           |                           |                           |                           |                           |                           |                           |                           |                           |                           |                           |                           |                           |

## الاقتصاد
تهيمن الزراعة وصناعة المنسوجات والبناء على اقتصاد مدينة ملطية. كما هو الحال في المقاطعة العامة، فإن إنتاج المشمش مهم للعيش في المنطقة الوسطى. يوجد بالمدينة منطقتان صناعيتان منظمتان، حيث الصناعة الرئيسية هي النسيج.

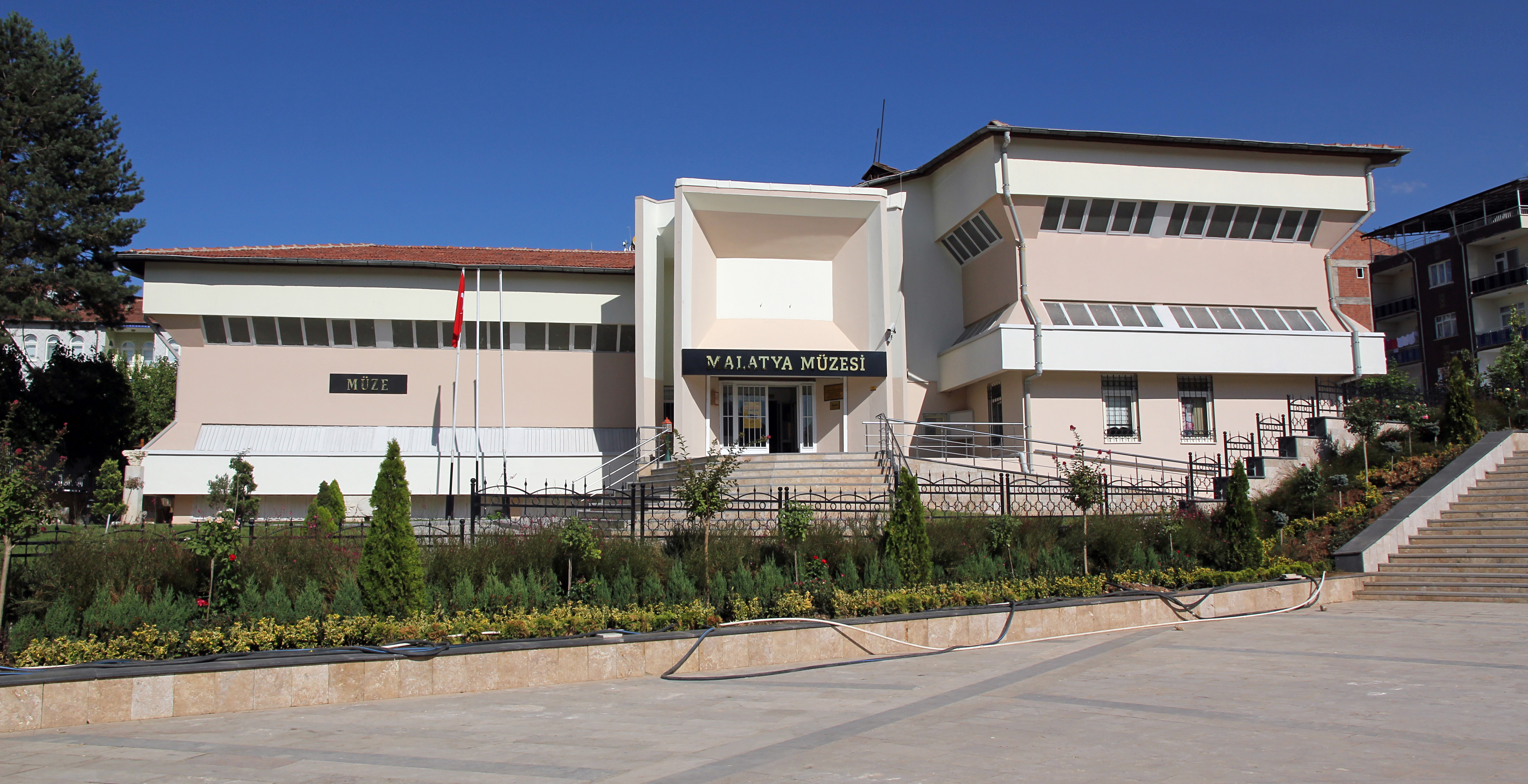
متحف ملطية.

تاريخيا، أنتجت ملطية الأفيون. وصف البريطانيون، في عام 1920، أفيون ملطية بأنه «يحتوي على أعلى نسبة من المورفين».

## الثقافة

### اطباق

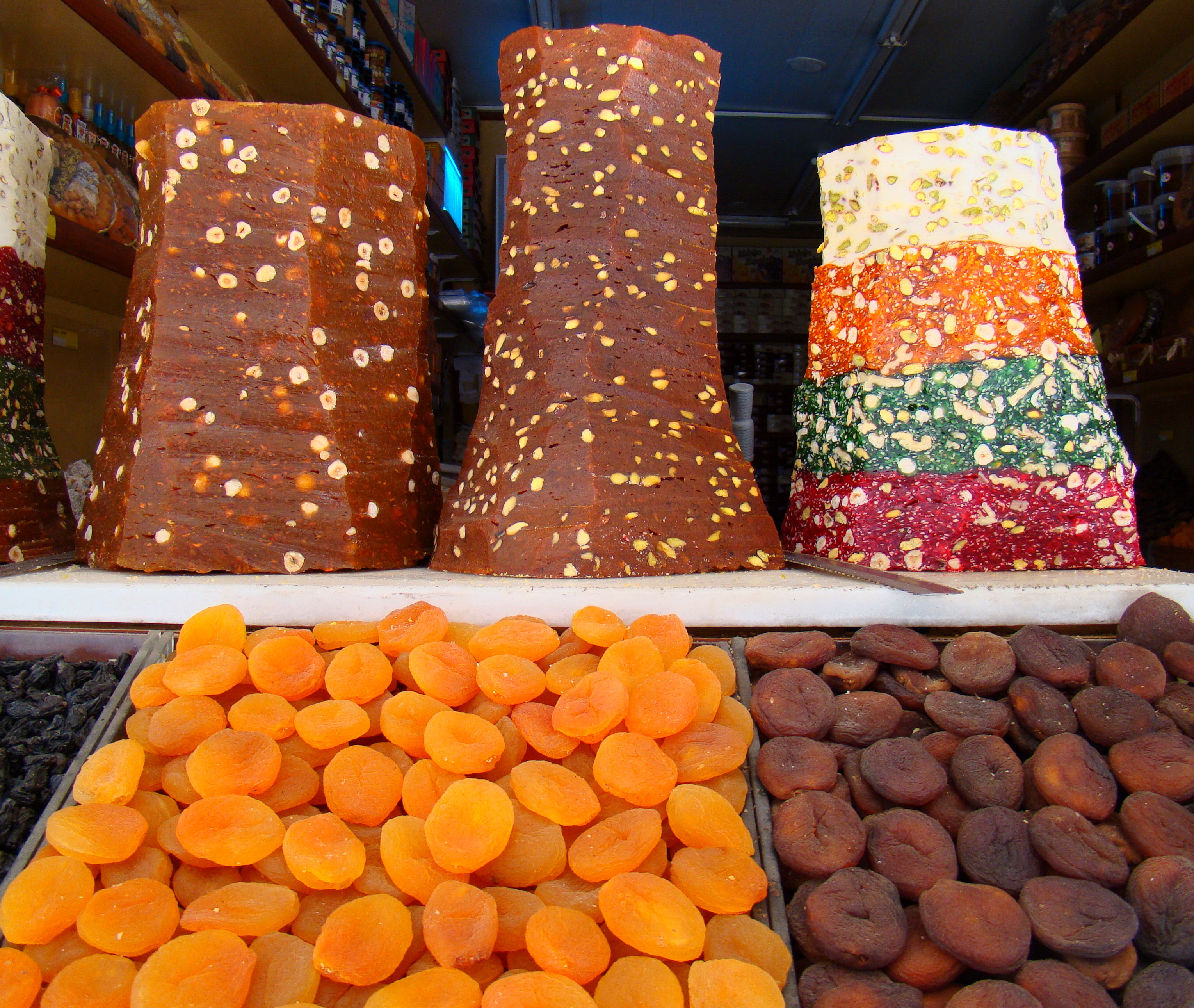
منتجات المشمش في ملطية.

تحظى الكفتة (كرات اللحم) بمكانة خاصة في المطبخ المحلي مثلها مثل المشمش، والتي تستخدم في العديد من الوجبات من الكباب (اللحم المشوي أو المشوي في قطع صغيرة) إلى الحلويات. يوجد أكثر من 70 نوعًا من الكفت، وعادة ما تُصنع من القمح ومكونات أخرى. يعتبر الكباب الورق أحد أهم الأطباق المحلية - طبق مصنوع من لحم الضأن والخضروات المشوية في غلاف، وعادة ما يكون من الورق الزيتي. ومن الأطباق المهمة الأخرى مجموعة متنوعة من الأطباق التخصصية المحشوة، بما في ذلك أوراق التوت المحشوة، والملفوف، والسلق، ولفائف الخس بزيت الزيتون، وورق العنب، وأوراق الكرز، وأوراق الفول، والبنجر، والبصل، والكوسة. حوالي 50٪ من إنتاج المشمش الطازج و 95٪ من إنتاج المشمش المجفف في تركيا، المنتج الرائد للمشمش في العالم، يتم توفيره من قبل ملطية واسم الفاكهة مرادف للمدينة. وصل إلى أشهى أشكاله وتطوره في تربة ملطية الخصبة، التي تتغذى من التربة الغرينية لنهر الفرات. بشكل عام، يأتي حوالي 10-15٪ من المحصول العالمي من المشمش الطازج، وحوالي 65-80٪ من الإنتاج العالمي للمشمش المجفف من ملطية. غالبًا ما يتم تجفيف مشمش ملطية بالشمس بواسطة بساتين تديرها عائلة باستخدام الطرق التقليدية، قبل جمعها وشحنها في جميع أنحاء العالم.

### المهرجانات
تقام احتفالات المشمش في ملطية منذ عام 1978، كل عام في يوليو، للترويج لملطية والمشمش ودعوة المنتجين للقاء بعضهم البعض. خلال الاحتفالات، يتم تنظيم الأنشطة الرياضية والحفلات الموسيقية ومسابقات المشمش.
بجانب احتفالات المشمش، هناك أنشطة سنوية أخرى في الصيف. يتم تنظيم احتفالات الكرز في منطقة يسيلوريت في ملطية واحتفالات العنب في منطقة اربجير سنويًا.

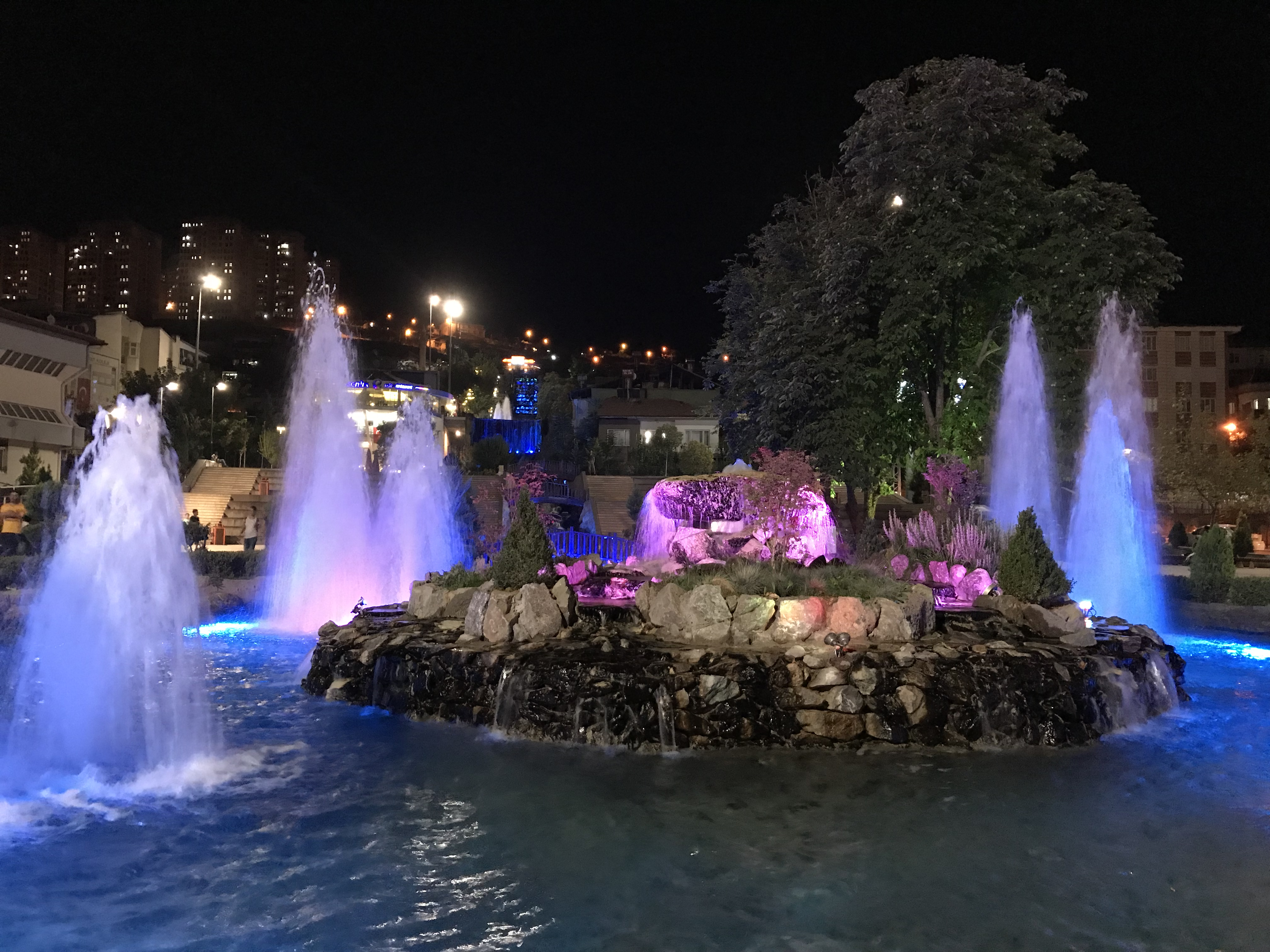
منظر ليلى للنوافير في كيرنيك بارك.

### رياضات
فريق ملطية الأول يسمي ملطية سبور ألوانه حمراء وصفراء. ملطية سبور تنافس في دوري ملطية الأول للهواة. يلعب ملطية سبور مبارياته على أرضه في ملعب ملطية ايونو في وسط المدينة. فريق ملطية الآخر هو ملطية فيني سبور وألوانه هي الأسود والأصفر (الأخضر والبرتقالي سابقًا). ينافس في الدوري الممتاز.

## الإدارة والسياسة

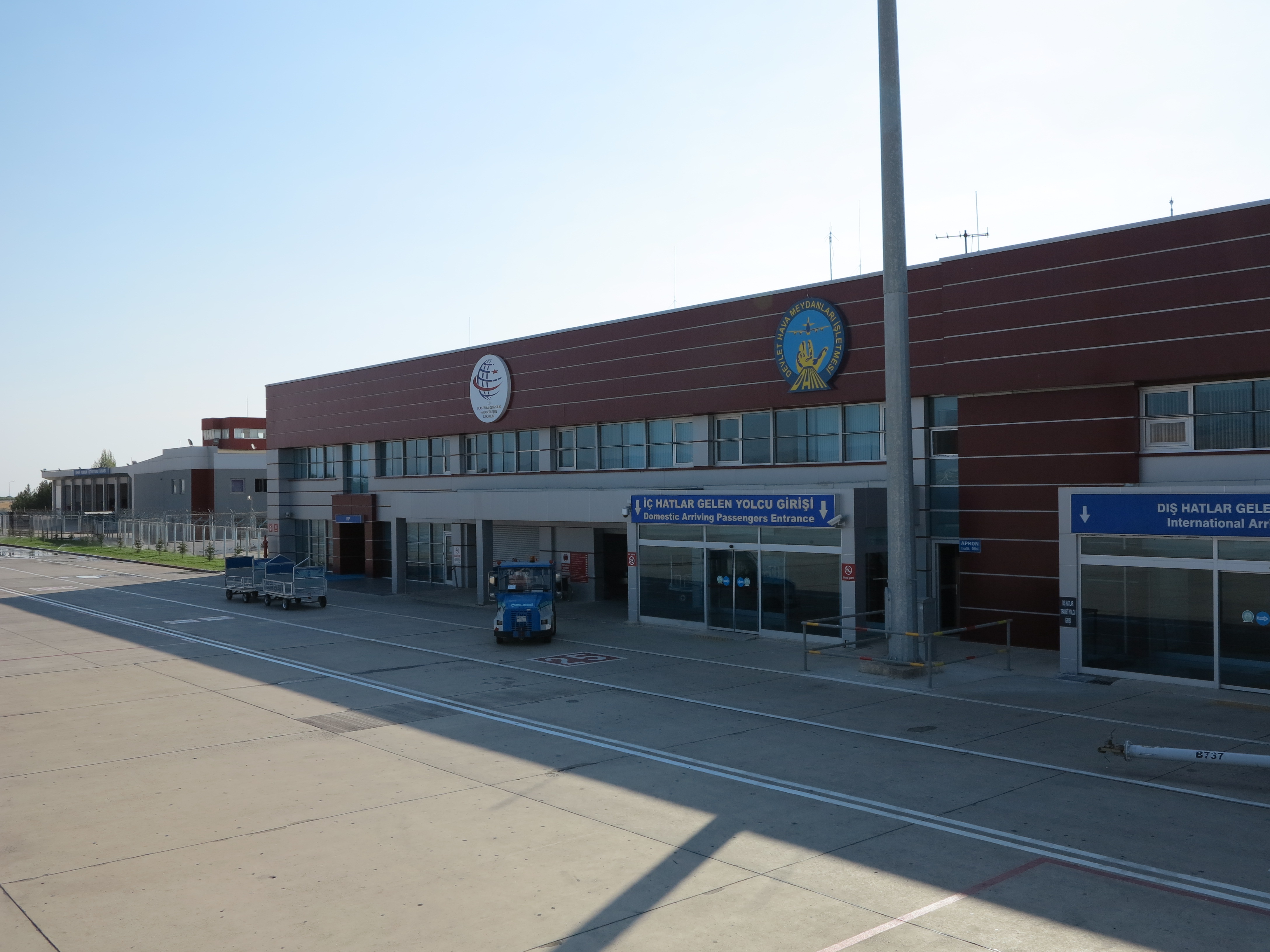
مطار ملطية.

تدار ملطية من قبل بلدية حضرية، والتي تغطي المقاطعة بأكملها. هناك منطقتان مركزيتان، كل منهما لها بلدياتها الخاصة، والتي تشكل مدينة ملطية: هذه هي باتالغازي ويشيلورت. يبلغ عدد سكان بتالغازي حوالي 300000 نسمة ويغطي 47 حيًا مركزيًا وثلاث بلديات ريفية سابقة و 28 قرية. يشيلورت تحتوي على 36 حيًا مركزيًا، وثلاث بلديات ريفية سابقة و 16 قرية، ويبلغ عدد سكانها حوالي 250.000 نسمة. فاز أحمد جاكر من حزب العدالة والتنمية الحاكم (AKP) ببلدية العاصمة في عام 2014 بنسبة 62.9٪ من الأصوات. وجاء مرشح حزب الشعب الجمهوري في المرتبة الثانية بنسبة 16.7٪ من الأصوات. وفاز صلاح الدين جركان من حزب العدالة والتنمية بتالغازي بنسبة 63.1٪ من الأصوات، وفاز يسيليورت بحجي أوغور بولات من حزب العدالة والتنمية بنسبة 62.4٪ من الأصوات. صوتت المنطقتان المركزيتان بأغلبية ساحقة لصالح حزب العدالة والتنمية في انتخابات يونيو 2015 حيث فاز حزب العدالة والتنمية بنسبة 66.2٪ من الأصوات في باتالغازي و 56.9٪ في يشيليورت. وزادت هذه النسب في انتخابات نوفمبر 2015 إلى 74.7٪ و 66.2٪ على التوالي. في كلتا الانتخابات، حصل حزب الشعب الجمهوري على المركز الثاني في كلتا الدائرتين مع بقاء أصواته في حدود 10-18٪.

## التعليم

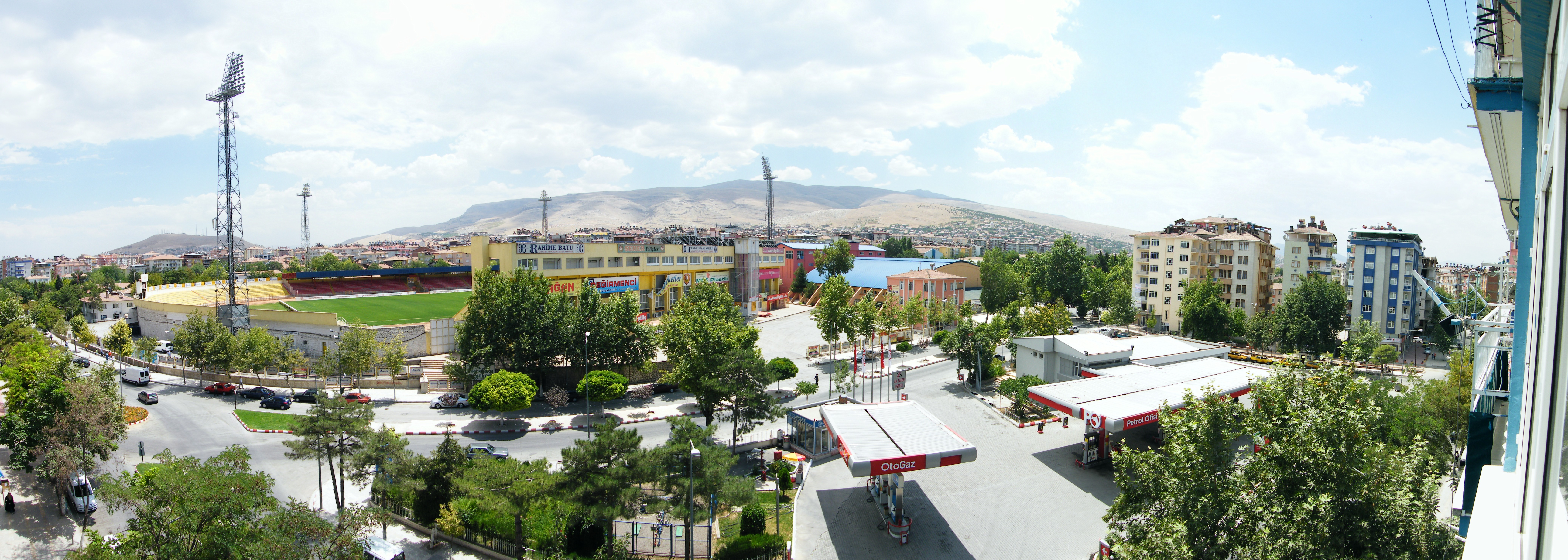
مركز مدينة ملطية.

تقع جامعة إينونو، إحدى أكبر الجامعات في شرق تركيا، في ملطية. تأسست في 28 يناير 1975 ولديها ثلاث مؤسسات وتسع كليات، تضم أكثر من 2500 عضو هيئة تدريس و20000 طالب. يقع الحرم الجامعي الأكبر في الجزء الجنوبي من ملطية. هناك 162 مدرسة ثانوية وبعض المدارس الثانوية المعروفة والمعروفة بامتحان القبول بالمدارس الثانوية في ملطية؛ مدرسة فتحي جموهلو أوغلو الثانوية للعلوم، ومدرسة تورجوت اوزال الثانوية الخاصة، ومدرسة ملطية للعلوم الثانوية ومدرسة ملطية اناتوليان الثانوية.

## النقل
من خلال التقدم النسبي في النمو الصناعي، تعد ملطية قطب جذب للمناطق المحيطة بها، في الهجرة التجارية والداخلية. المدينة عند مفترق طرق رئيسي في شبكة الطرق والسكك الحديدية في تركيا. عن طريق السكك الحديدية، تعمل كمفترق طرق بين حلب عبر خط سوريا - سامسون. تقع محطة الحافلات على بعد 5 كم غرب وسط المدينة؛ هناك خدمات منتظمة بين المدن من وإلى أنقرة واسطنبول وغازي عنتاب. تقع محطة السكك الحديدية على بعد 3 كم غرب وسط المدينة، وتنطلق القطارات السريعة اليومية إلى إلازِغ وديار بكر وإسطنبول وأنقرة. يمكن الوصول إلى هذه المحطات بسهولة عن طريق سيارات الأجرة وخدمات دولمش.

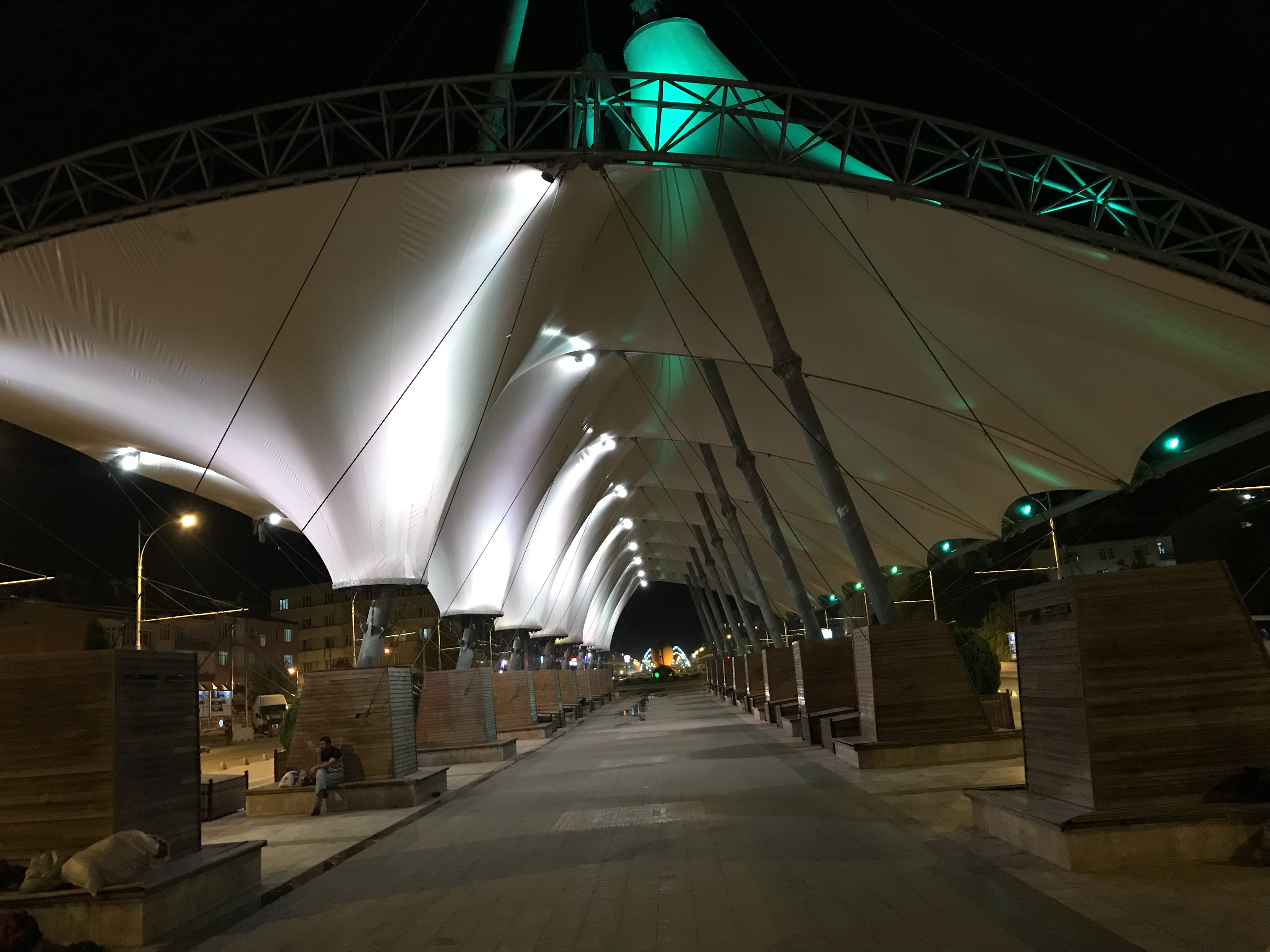
محطة حافلات ملطية الرئيسية.

كان إنشاء خط ترولي باص جاريًا في عام 2013، وافتتح الخط في مارس 2015، يعمل تحت اسم ترمبس. يخدم طريقًا يبلغ طوله حوالي 21.5 كم (13.4 ميل) ويربط محطة حافلات ماستى (ماستى أوتوجار)، في الغرب، مع جامعة إينونو، في الشرق.

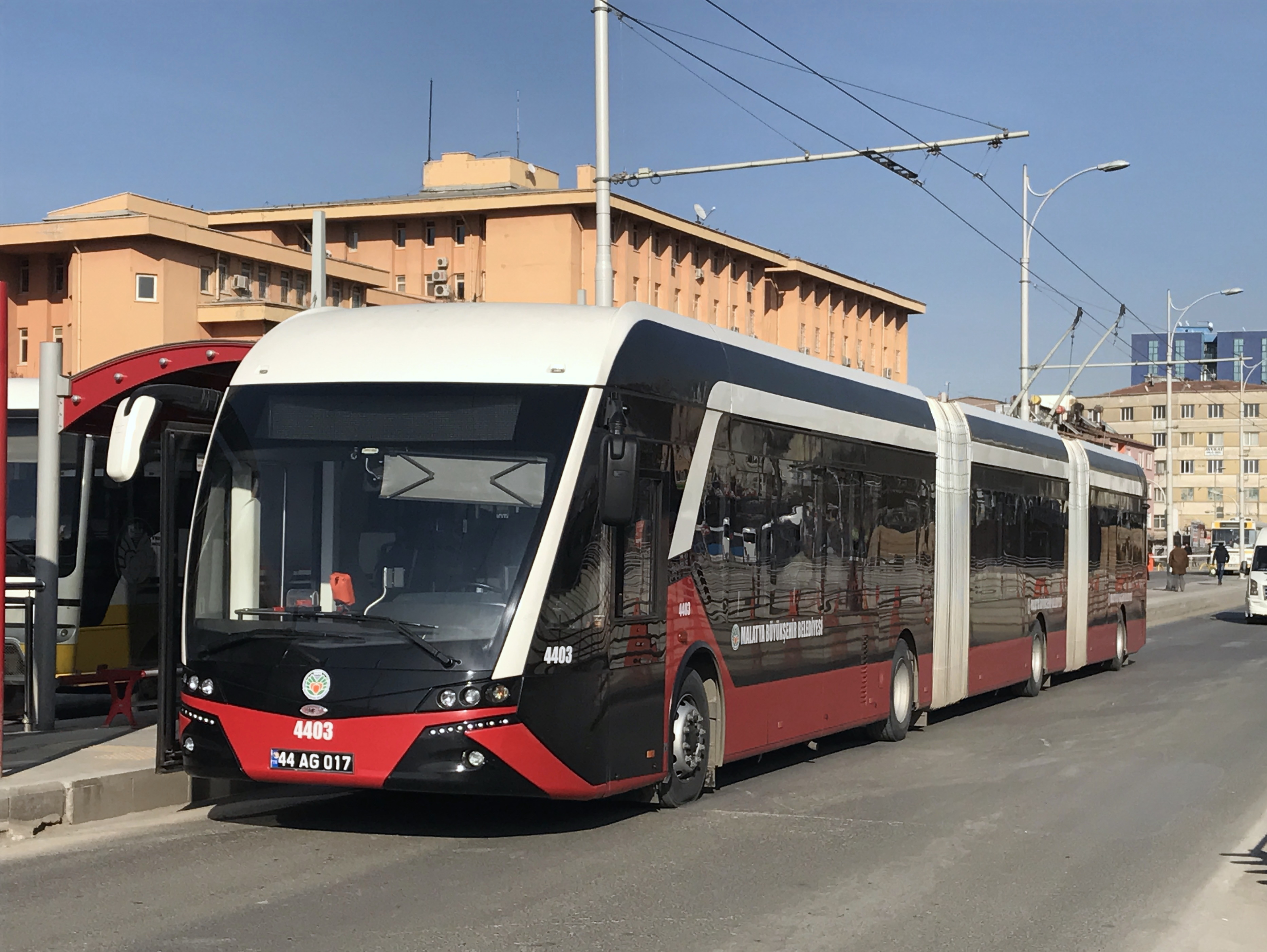
افتتاح نظام الترولي باص عام 2015.

يقع مطار ملطية، مطار إرهاش، على بعد 26 كم غرب وسط المدينة. هناك رحلات داخلية يومية من اسطنبول وأنقرة وإزمير. منذ عام 2007 كانت هناك رحلات دولية خلال أشهر الصيف. هذه الرحلات خاصة من المدن الألمانية إلى ملطية، ومعظم الركاب من المواطنين الأتراك الذين يعيشون ويعملون في ألمانيا.

## توأمة
لملطية اتفاقيات توأمة مع كل من:
- لفكة [الإنجليزية]‏
- باتون روج
- بخارى
- ساربروكن

## أبرز أبناء المدينة
- أوكتاي كينارجا
- تورغوت أوزال رئيس الجمهورية التركية 1989-1993
- عمر الأقطع

## أعلام
- أحمد كايا
- محمد توبال
- توركوت أوزال
- ابن العبري
- هرانت دينك